# Renata Sorrah
Renata Sorrah, właśc. Renata Leonardo Pereira Sochaczewski (ur. 21 lutego 1947 w Rio de Janeiro) – brazylijska aktorka.

## Życiorys
Urodziła się w Rio de Janeiro, jest córką dyplomatki Míriam Leonardo Pereiry i przedsiębiorcy Petera Sochaczewskiego. Jej ojciec był Niemcem, który pochodził z rodziny żydowskiej. W 1964 w ramach szkolnej wymiany kulturalnej przeprowadziła się do Los Angeles, gdzie ukończyła studia aktorskie. W 1967 wróciła do Brazylii.
W 1972 zagrała rolę Ali w brazylijskiej inscenizacji dramatu Sławomira Mrożka Tango w reżyserii Amira Haddada wystawionej w Teatro Teresa Rachel w Rio de Janeiro. Największą popularność przyniosła jej rola alkoholiczki Heleninhy Roitman w telenoweli Vale Tudo (1988) i Nazaré Tedesco w serialu Senhora do Destino (2004). Stała się szczególnie rozpoznawalna za sprawą internetowego mema o nazwie „pani od matematyki” – powstał poprzez dodanie obliczeń matematycznych do sceny z serialu Senhora do Destino, w której postać grana przez aktorkę robi zdezorientowaną minę.
Z reżyserem Marcosem Paulą ma córkę, Marianę Simões.